# Wysokie Mazowieckie
Wysokie Mazowieckie is een stad in het Poolse woiwodschap Podlachië, gelegen in de powiat Wysokomazowiecki. De oppervlakte bedraagt 15,24 km², het inwonertal 9234 (2005).